# Secretul din Santa Vittoria (film)
Secretul din Santa Vittoria (titlul original: în engleză The Secret of Santa Vittoria) este un film american de comedie dramatică de război, realizat în 1969 de regizorul Stanley Kramer, după romanul omonim din 1966 al scriitorului Robert Crichton, protagoniști fiind actorii Anthony Quinn, Virna Lisi, Hardy Krüger, Anna Magnani și Sergio Franchi.

## Rezumat
Italia la sfârșitul lunii aprilie 1945. Negustorul de vinuri Italo Bombolini pictează un omagiu adus morții dictatorului Benito Mussolini. Acest lucru îi aduce onoare și postul de primar în Santa Vittoria. Bombolini este un optimist care crede că un guvern bun și corect va funcționa în cele din urmă. Citește Principele de Machiavelli și formează un consiliu.
Mai târziu, ginerele lui Bombolini, Fabio, se grăbește în oraș și povestește despre trupele germane care se retrag spre Santa Vittoria. Germanii vor să ocupe orașul și să asigure depozitul de vinuri, care reprezintă baza financiară a orașului. Bombolini vrea să salveze vinul punând locuitorii să transporte sticlele de vin într-o peșteră romană antică din afara orașului. Un milion de sticle de vin sunt transportate acolo înainte de sosirea trupelor germane. Bombolini a păstrat o mică porție din vin pentru germani, ca să nu devină suspicioși. Germanii sub căpitanul von Prum confiscă jumătate din sticlele găsite.
Unitățile SS ajung în oraș. Prum este informat că trebuie să fie mai mult vin. Cu toate acestea, încercările lui de a găsi vinul eșuează. Când este dat ordinul de a mărșălui mai departe în retragere, căpitanul face o ultimă încercare. Îi ține pistolul la capul lui Bombolini și le cere locuitorilor să predea vinul. Dar nimeni nu spune un cuvânt. Von Prum recunoaște înfrângerea și pleacă cu oamenii săi iar locuitorii încep de bucurie să danseaze în piață.

## Distribuție
- Anthony Quinn – Italo Bombolini
- Virna Lisi – Caterina Malatesta
- Hardy Krüger – Sepp von Prum
- Sergio Franchi – Carlo Tufa
- Anna Magnani – Rosa Bombolini
- Renato Rascel – Babbaluche
- Giancarlo Giannini – Fabio de la Romagna
- Patrizia Valturri – Angela Bombolini
- Eduardo Ciannelli – Luigi
- Leopoldo Trieste – Vittorini
- Gigi Ballista – Padre Polenta
- Quinto Parmeggiani – Copa
- Wolfgang Jansen – plutonierul Zopf
- Peter Kuiper – plutonierul Traub
- Carlo Pisacane – Capoferro
- Curt Lowens – colonelul Scheer
- Marco Tulli – Mazzola
- Dieter Wilken – soldatul Hans
- Valentina Cortese – Gabriella (nemenționat)
- Karl-Otto Alberty – soldault Otto
- Luigi Bonos – Benedetti

## Melodii din film
- The Song of Santa Vittoria („Stay”), muzica de Ernest Gold, textul de Norman Gimbel, cântat de Sergio Franchi.

## Lansare
Premiera mondială a avut loc la Westwood, Los Angeles, pe 17 octombrie 1969, în beneficiul Centrului de Studii pentru Copii Reiss-Davis, avându-l ca președinte pe Gregory Peck.
A fost selectat ca filmul de deschidere al celui de-al 13-lea Festival Internațional de Film din San Francisco (1969).
În România premiera filmului a avut loc la data de 17 martie 1971 la cinematograful „Capitol” din capitală.

## Premii și nominalizări
- 1970 – Premiile Oscar
  - Nominalizare pentru Cel mai bun montaj lui William Lyon și Earle Herdan
  - Nominalizare pentru Cea mai bună coloană sonoră lui Ernest Gold

- 1970 – Premiile Globul de Aur
  - Cel mai bun film (muzical/comedie)
  - Nominalizare pentru Cel mai bun regizor lui Stanley Kramer
  - Nominalizare pentru Cel mai bun actor (muzical/comedie) pentru Anthony Quinn
  - Nominalizare pentru Cea mai bună actriță (muzical/comedie) pentru Anna Magnani
  - CNominalizare pentru Cea mai bună coloană sonoră lui Ernest Gold
  - Nominalizare pentru Cea mai bună melodie originală pentru Stay (muzica de Ernest Gold și textul de Norman Gimbel)